# Joseph Westwood
Joseph Westwood (ur. 1884, zm. 17 lipca 1948) – brytyjski polityk, członek Partii Pracy, minister w pierwszym rządzie Clementa Attleego.

## Życiorys
Wykształcenie odebrał w Buckhaven Higher Grade School. Następnie pracował jako praktykant u sprzedawcy tekstyliów, jako goniec oraz górnik. Działał w związkach zawodowych górników na terenie Fife.
W listopadzie 1922 r. został wybrany do Izby Gmin jako reprezentant okręgu Peebles and Southern Midlothian. W parlamencie zasiadał do przegranych wyborów w 1931 r. W 1933 r. bez powodzenia startował w wyborach uzupełniających w okręgu East Fife. DO parlamentu powrócił dopiero w 1935 r. wygrywając wybory powszechne w okręgu Stirling and Falkirk.
Po wygranej Partii Pracy w wyborach 1929 r. został parlamentarnym prywatnym sekretarzem ministra ds. Szkocji Williama Adamsona. Od marca do sierpnia 1931 r. był parlamentarnym podsekretarzem stanu w Ministerstwie ds. Szkocji. Ponownie sprawował ten urząd w latach 1940–1945. Od lipca 1945 do października 1947 r. był ministrem ds. Szkocji. Od 1943 r. był członkiem Tajnej Rady.
Zginął w wypadku samochodowym w 1948 r. Został pochowany na Dysart Cemetery w Kirkcaldy.